# Fermentado acético
Fermentado acético é a um produto comercial utilizado geralmente no preparo de saladas. É obtido da fermentação acética, de vegetais, mel, frutas ou cereais. A acidez volátil necessária para que o produto receba esta designação é de 4 gramas/100 mililitros.